# Corb marí neotropical
El corb marí neotropical (Phalacrocorax brasilianus) o (Phalacrocorax olivaceus) és un ocell marí de la família dels falacrocoràcids (Phalacrocoracidae) que habita costes i aigües interiors de la regió Neotropical, des de Texas i Sonora, cap al sud, per Mèxic, Amèrica Central, Bahames, Cuba i l'illa de la Juventud fins a gairebé tot el continent sud-americà i Terra del Foc, a excepció de les altures dels Andes.